# Сюкіяйнен Йосип Іванович
Йосип Іванович Сюкіяйнен (10 квітня 1900, село Чухонсько-Висоцьке Костянтинівської волості Петергофського повіту Санкт-Петербурзької губернії, тепер Ленінградської області, Російська Федерація — 30 червня 1977, місто Петрозаводськ, тепер Карелія, Російська Федерація) — радянський діяч, секретар ЦК КП(б) Карело-Фінської РСР з пропаганди та агітації, голова президії Карело-Фінської філії Академії наук СРСР, кандидат історичних наук (1948), доктор історичних наук (1960), професор (1965). Депутат Верховної Ради Карело-Фінської РСР. Депутат Верховної Ради СРСР 1—4-го скликань (у 1940—1958 роках).

## Життєпис
Народився в родині інгерманландських селян.
У 1919—1925 роках — вчитель, завідувач початкової школи в Петроградській (Ленінградській) губернії.
У 1925—1927 роках — завідувач Стрельнинського волосного відділу народної освіти; голова виконавчого комітету Стрельнинської волосної ради Ленінградської губернії.
У 1927—1933 роках — інспектор Приміського районного відділу народної освіти Ленінградської області, вчитель історії в школах Ленінграда, директор середньої школи №nbsp;4 міста Ленінграда.
Член ВКП(б) з 1931 року.
У 1932 році закінчив Ленінградський державний педагогічний інститут імені Герцена.
У 1933—1937 роках — начальник Шкільного управління Народного комісаріату освіти Карельської АРСР; заступник народного комісара освіти Карельської АРСР.
У 1937—1940 роках — вчитель історії та директор середньої школи №nbsp;4 міста Петрозаводська
27 квітня 1940 — 20 грудня 1944 року — секретар ЦК КП(б) Карело-Фінської РСР з пропаганди та агітації.
У 1944—1949 роках — народний комісар (з 1946 року — міністр) закордонних справ Карело-Фінської РСР. 
У 1946 році закінчив Вищу дипломатичну школу в Москві.
Одночасно в 1947—1949 роках — заступник голови Ради міністрів Карело-Фінської РСР.
У 1949—1952 роках — директор Інституту історії партії при ЦК КП(б) Карело-Фінської РСР — директор Карело-Фінського філіалу Інституту Маркса—Енгельса—Леніна при ЦК ВКП(б).
У 1952—1957 роках — голова президії Карело-Фінської філії Академії наук СРСР.
У 1957—1960 роках — директор Інституту історії партії при Карельському обласному комітеті КПРС.
У 1961—1973 роках працював у Петрозаводському державному університеті Карельської АРСР старшим викладачем, професором кафедри історії КПРС.
Автор 54 наукових праць. Основні праці: «Карельське питання у радянсько-фінляндських відносинах у 1918—1920 pp.» (Петрозаводськ, 1948); «Революційні події 1917-1918 років у Фінляндії» (Петрозаводськ, 1962).
Потім — персональний пенсіонер.
Помер 30 червня 1977 року в місті Петрозаводську.

## Нагороди та звання
- орден Жовтневої Революції
- медалі
- надзвичайний та повноважний посланець ІІ-го класу (24.02.1945)
- Заслужений діяч науки Карельської АРСР (1965)